# آلیل‌آمین
آلیل‌آمین (به انگلیسی: Allylamine) یک ترکیب شیمیایی است. شکل ظاهری این ترکیب، مایع بی‌رنگ است.